# Театральные порядки и беспорядки
«Театральные порядки и беспорядки» (Le convenienze ed inconvenienze teatrali; другое название «Viva la mamma») — опера Гаэтано Доницетти в двух действиях на либретто Доменико Джилардони по пьесам Антонио Сографи.
Это «опера об опере», в которой перед зрителями появляется сцена театра, где труппа готовится к премьере известной оперы. Действующие лица: примадонна Корилла, обидчивый и капризный тенор Гульельмо, меццо-сопрано Доротея, а также дебютантка Луиджия и ее мама Агата (партия которой поручена баритону). Действия разворачиваются в провинциальном театре в Римини. Актёры занимаются постановкой оперы «Ромул и Герсилия» на либретто Пьетро Метастазио, одновременно с этим соперничая за лидерство на сцене. Зрители имеют возможность наблюдать за бытовыми сценами, в которых раскрываются закулисные отношения исполнителей. В одном из эпизодов примадонна должна исполнять колоратурную арию; Доницетти не стал придумывать для этого фрагмента оригинальное произведение, давая возможность исполнителю выбрать любую популярную партию на свой вкус. Большая часть партий исполняется в нарочито комедийном стиле, так что исполнители могут и даже обязаны фальшивить, изображая плохое пение. В отличие от карикатурных образов певцов, персонажи поэта и композитора описаны автором со всей серьёзностью. 
Изначально опера была в одно действие. Премьера состоялась в театре Teatro Nuovo в Неаполе 21 ноября 1827 года. После неожиданно успешной постановки композитор внёс изменения в либретто, использовав пьесу «Театральные неудобства». После этого опера стала двухактной. Новая версия была впервые поставлена в миланском театре «Каннобиана» в 1831 году.
Интерес к этой опере проснулся в начале XXI века, и теперь она нередко ставится различными театрами мира.